# 山泉镇 (龙江县)
山泉镇，是中华人民共和国黑龙江省齐齐哈尔市龍江縣下辖的一个乡镇级行政单位。

## 行政区划
山泉镇下辖以下地区：
平安村、大泉子村、前太平村、龙山村、东昌胜村、小泉子村、兴隆泉村、官窑村、红胜村、核心村、红卫村、后大巨宝村、对宝村、柳树村、燕窝村、西双龙村、五二村、羊草村和长胜村。